# Черемський Кость Петрович
Кость Петро́вич Чере́мський  (нар. 1968, Красноград, Харківщина, УРСР) — лікар, кобзар, громадський діяч.

## Життєпис
Син Петра Черемського.

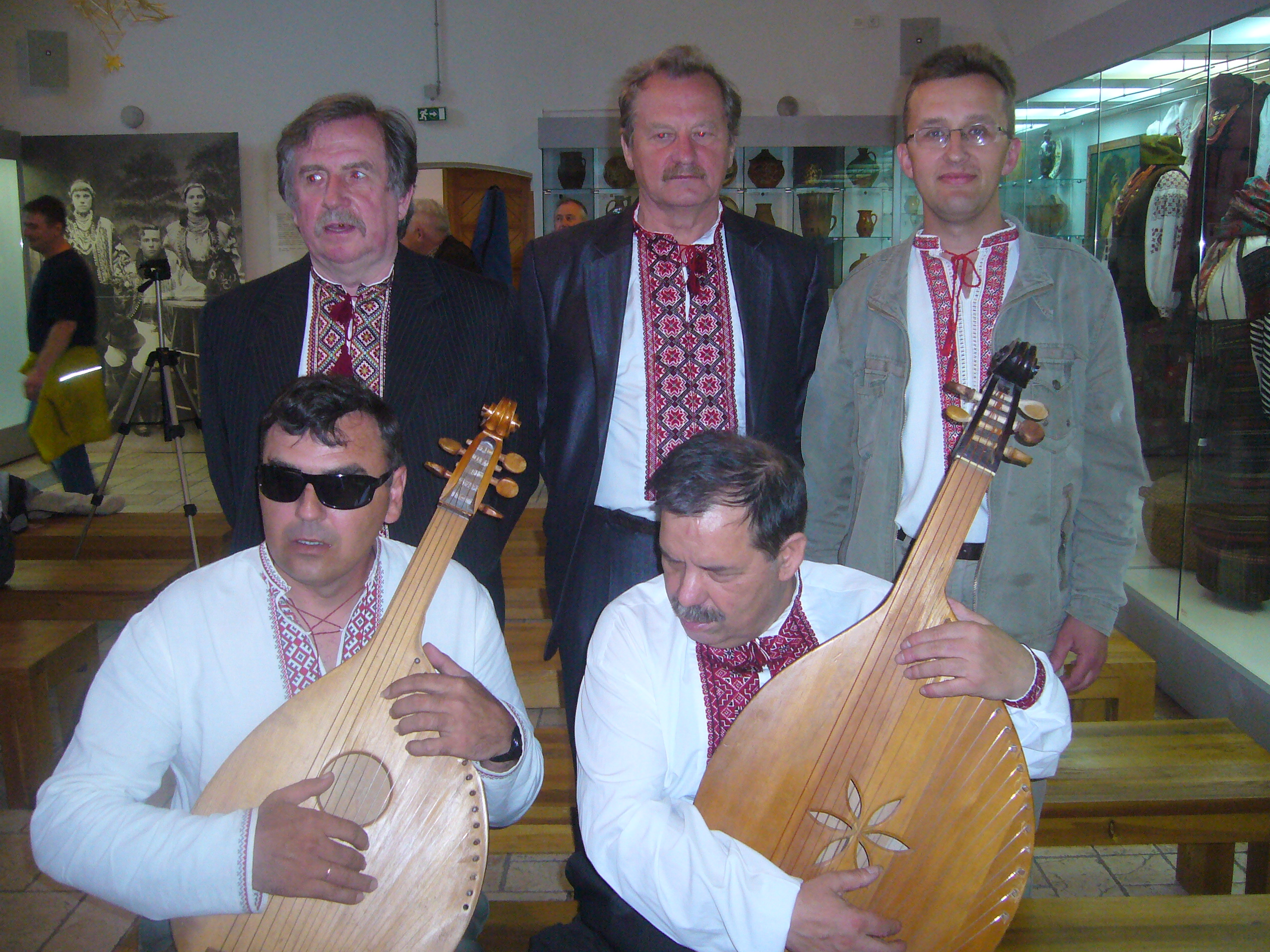
Панмайстри кобзарських цехів з незрячими виконавцями: Михайло Хай (Львівський цех), Микола Товкайло (київський цех), Кость Черемський (Харківський цех)(вгорі); Лайош Молнар та Олександр Тріус (нижній ряд).

Закінчив медичний факультет Харківського національного університету (1994).
Кобзарську школу почав опановувати з 1989 року у Анатолія Парфиненка, Георгія Ткаченка, Миколи Будника, Миколи Сарми-Соколовського.
Серед діяльності архівні дослідження з питань історії кобзарства та традицій народної культури, опіка реконструкції кобзарства. Автор численних наукових праць про автентичне кобзарство Слобожанщини. Майстер старосвітських бандур.
Кандидат мистецтвознавства. Очолює Спілку Української Молоді Харківщини. Член Київського кобзарського цеху. Цехмайстер Харківського кобзарського цеху.
Лауреат Міжнародного конкурсу виконавців на народних інструментах ім. Г.Хоткевича. Заслужений працівник культури України.

## Праці
- Черемський К. Повернення традиції. — Х.: Центр Леся Курбаса, 1999. — 288 с.
- Черемський К. Шлях звичаю. — Х.: Глас, 2002. — 444 с.
- Черемський К. Бандура в часи Другої Світової війни // Слобожанщина, 2000, № 14. — С. 206.
- Черемський К. Сучасні форми музикування на співоцьких інструментах // Культура України. Збірник наукових праць. — Х., 2004. — С. 200—206.
- Черемський К. Історичний діалог кобзарства і бандурництва як джерело виконавства на автентичних співоцьких інструментах / Матеріали до української етнології. Збірник наукових праць. — К., 2004. — Вип. 4 (7). — С. 150—154.
- Черемський К. Повернення традиції. — Х.: видавець Олександр Савчук, 2024. — 684 с.

## Дискографія
- «Кто кріпко на Бога уповая» псальми та канти, Кобзарський цех — «Оберіг ХХІ», (2003)